# Иля Кормилцев
Иля Кормилцев (на руски: Илья Кормильцев) е руски поет, преводач и издател. Най-известен е като автор на текстовете на рок групата Наутилус Помпилиус и като главен редактор на издателство Ултра Култура.

## Биография
Роден е на 26 септември 1959 г. По-малкият му брат Евгений също е поет. Иля завършва Уралския държавен университет през 1981 г. със специалност химия. По това време започва да пише текстове за песни на различни музикални групи като Уфрин Джюс, Кунсткамера, Коктейль и Внуки Энгельса. През 1983 г. се запознава с Вячеслав Бутусов и Дмитрий Умецкий от Наутилус Помпилиус и става основен текстописец на групата. По текстове на Кормилцев се раждат хитове като „Прогулки по воде“, „Взгляд с экрана“, „Я хочу быть с тобой“. През 1989 г. Бутусов, Умецкий и Кормилцев са наградени с премия на Ленинския комсомол. Поетът обаче отказва да получи наградата, тъй като смята, че комсомолът е вреден за руската рок музика.
През 1990 г. издава първата си стихосбирка „Сковани от една верига“, която е илюстрирана от Бутусов. По това време започва да работи като преводач от френски, английски и италиански. В негови преводи са излизали произведения на автори като Джон Толкин, Роалд Дал, Ървин Уелш, Фредерик Бегбеде, Джак Керуак, Ник Кейв. Сътрудничи със списание „Иностранная литература“, като известно време е куратор на книжната поредица „Зад илюминатора“.
От 2003 г. до смъррта си през 2007 г. е главен редактор на издателство Ултра Култура, което е специализирано на издаването на радикална литература – от крайнолеви до крайнодесни. Романите, издавани от Ултра Култура, обвхащат теми табу като наркокултурата, тероризма, скинарите. Издателството често е обвинявано в екстремизъм, пропаганда на порнография и наркотици.
През 2006 г. издателство „Открытый мир“ издава сборника „Никой отникъде“, съдържащ стихотворения, разкази и сценарии на Кормилцев.
Иля Кормилцев умира на 47 години от рак на гръбначния мозък на 4 февруари 2007 г., по време на командировка във Великобритания. Според един от най-известните мюсюлмани в Русия Гейдар Джемал малко преди смъртта си поетът е приел исляма. В края на годината посмъртно е награден с наградата „Большая книга“.